# Alfredo Griffin

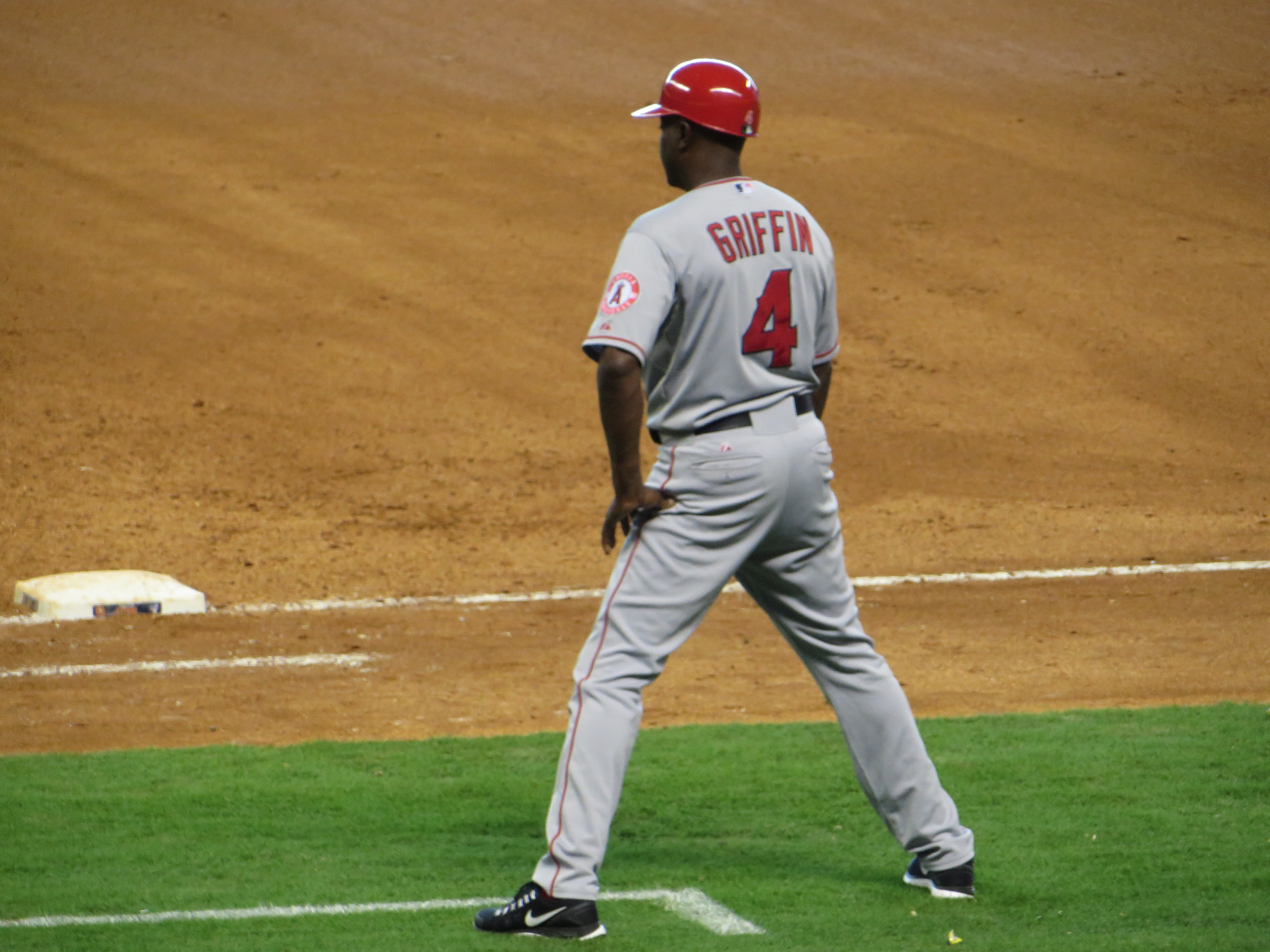
Alfredo Griffin

Alfredo Griffin é um ex-jogador profissional de beisebol da República Dominicana.

## Carreira
Alfredo Griffin foi campeão da World Series 1993 jogando pelo Toronto Blue Jays. Na série de partidas decisiva, sua equipe venceu o Philadelphia Phillies por 4 jogos a 2.